# 推手 (電影)
《推手》（英語：Pushing Hands）是一部於1991年上映的臺灣劇情片，由李安執導，李安與詹姆士·夏姆斯編劇，並由郎雄、王萊與王伯昭等人主演。該片同時也是李安的長片處女作，劇情講述北京的太極拳總教頭朱老（郎雄飾演）被兒子（王伯昭飾演）接到美國與兒媳同居後，因語言不通與生活習慣不同而引發的一連串事情。
1990年，失業的李安寫下了《推手》的劇本，送至臺灣新聞局參賽，獲得一獎。中央電影公司建議李安將其拍成電影，並提供資金。《推手》於1991年4月上旬開拍，拍攝作業為期24天。該片為「父親三部曲」的第一部，接下來的兩部為《囍宴》（1993年）和《飲食男女》（1994年）。
該片入圍第28屆金馬獎九項大獎，包含最佳劇情片、最佳導演、最佳男主角、最佳女配角與最佳原著劇本等，並參加了三十幾個影展，如香港影展、柏林國際影展、亞太影展、亞眠影展及休士頓影展。影評人多稱讚片中郎雄與王萊的演出，但對電影整體品質的看法則評價不一。

## 劇情
朱老自小練就一身太極拳，是北京市太極拳的總教頭，膝下育有一位定居美國的兒子朱曉生。某天，從小孝順的兒子朱曉生為盡孝道，遊說留在故鄉的老父移民到美國，一起與兒子與洋兒媳同住。但因為語言不通及生活習慣不同，朱老無法適應美國的生活，並與美國媳婦瑪莎漸生磨擦，彼此都認為無法與對方相處。內心排斥朱老的瑪莎對朱老的一舉一動均不能接受，致無法專心從事寫作工作，最後導致胃出血而入院。
瑪莎經過療養出院後，依然無法接納朱老，一天，朱老因為小家庭氣氛太沉悶，往外頭遛達，在人生地不熟的美國，迷了路回不了家。朱曉生得知父親走失的消息，十分著急，駕車四處尋找，卻幾度尋找不著，朱曉生回到家中後，對妻子瑪莎發了一頓脾氣，把家當摔了滿地，警醒了瑪莎。朱老後來被警方尋回，但為了顧及兒子與兒媳婦一家生活的圓滿，離家自尋生活，獨自一人到唐人街一家餐館幫人洗碗盤打工餬口。因洗碗盤身手不俐落，朱老備受老闆奚落，打工第二天就要被老闆解雇。
老闆出言侮辱朱老，朱老受辱不願離開，老闆令其手下欲強行將朱老拖出，惟朱老練過太極拳，深諳推手功夫，沒人動得了他。老闆大怒，找來華青幫的不良少年，在廚房與朱老大打出手，朱老以太極拳散手功夫將不良少年們撂倒。後來美國警察出動，費盡九牛二虎之力才將朱老帶回警局看守所中。朱曉生得知消息後驅車前去探望朱老，瑪莎內心甚為感慨。後來，朱曉生將朱老保出，並買了一間較大的房子，也為朱老備了一間練功房，欲接朱老回家，但朱老不想破壞兒子一家溫馨的生活，寧願獨自在外賃屋而居，並在華人活動中心教授太極拳，也不願返回兒子身邊。

## 角色

片中由郎雄飾演的朱老正在帶領學生打太極拳

- 郎雄飾演朱老，北京的太極拳總教頭。

1991年1月底，據《中國時報》報導，郎雄獲選飾演朱老。起初，李安為了尋找飾演朱老的演員備感頭疼，因臺灣新聞局禁止他使用中國大陸的演員。郎雄是片商中央電影公司（簡稱中影）時任副總經理徐立功推薦的人選，李安為該片選角時，郎雄已退休，但李安仍記得小時候看過郎雄演的電影，便打算找郎雄來飾演朱老:94。因多年未回台灣，李安已不知郎雄的模樣。在見了郎雄一面後，李安便選上他了:75。郎雄為了飾演朱老而跟著太極拳師傅李豐章練了2個月的太極拳:75。片中朱老寫毛筆字和唱平劇的橋段因郎雄有學過，拍起來頗得心應手，不過寫毛筆字的近鏡頭仍由一名書法家代為演出:107。為了使朱老的北京話趕上時代，劇組特地請了一位剛從北京來的老導演逐字糾正:115。郎雄後來又出演了李安的作品《囍宴》（1993年）、《飲食男女》（1994年）及《臥虎藏龍》（2000年）。
- 王萊飾演陳太太[11]，朱老的朋友，來自臺灣，開設有烹飪班。
- 黛勃·史奈德（Deb Snyder）飾演瑪莎（Martha）[11]，朱曉生的妻子，作家。

在經過四次試鏡後，史奈德從70多位演員候選人中脫穎而出。中影希望找個漂亮一點的女演員以增加賣點，但李安為求寫實，不願找太漂亮的女演員:75。
- 王伯昭飾演朱曉生，老朱的兒子。

李安在美洲的《時報週刊》上看到一篇有關王伯昭的報導，便聯繫了他。李安表示，「我很擔心他的英文，所以花了很多精神盯他」:75-76。
- 李涵飾演吉米，朱曉生與瑪莎之子。

因條件的問題，吉米這個角色的演員花費劇組許多時間尋覓。開拍前一星期，李安選了他的長子李涵出演吉米:119。
- 范妮·德·露絲（Fanny De Luz）飾演琳達（Linda），瑪莎的密友[9]:114-115。

琳達這個角色並未出現在劇本原稿中，是後來詹姆士·夏姆斯改寫劇本時為了反映瑪莎的困境與心態後才加進去的:115。

## 製作

### 劇本與籌拍
李安於1984年畢業於紐約大學後:45-48繼續留在美國，失業長達六年的時間，經濟拮据。期間李安寫下多部劇本，並不斷找片商碰運氣:51-66。李安在讀武俠小說《江湖奇俠傳》時對太極拳中的「推手」有了興趣。當時，李安有了個劇本的想法：一位老男人與一位老婦人發展出一段戀情，在兒女面前為老不尊:66-67。儘管有了想法，李安始終未將其寫成劇本:67-68。後來，李安透過友人蕭嘉慶得知臺灣新聞局正在世界各地徵選優質劇本，李安為了獎金，才於1990年2月開始動筆。動筆前，李安至附近的社區大學學習太極拳，一邊練拳一邊撰寫劇本。1990年3月底，名為《推手》的劇本完稿，連同李安早已寫完的劇本《喜宴》一同寄給新聞局參賽:67-68。11月，比賽結果公布，《推手》與《喜宴》分別獲得一獎和二獎，獎金共60萬:68。
李安的劇本得獎後，中影找上了他。中影時任副總經理徐立功建議李安將《推手》拍成電影:69。對此，李安倍感猶豫，擔心《推手》在藝術及商業方面的表現都不佳。在聽完同為電影人的好友侯孝賢的建議後，李安下定決心拍攝《推手》。中影提供李安新臺幣1,200萬和另外15%的彈性預算，共計1,350萬新臺幣:69-70, 78。整個企劃在10天內談妥，雙方約定在1991年9月30日交片:70。合約中寫道，若電影賺錢，則李安可獲得十分之一的盈利當做酬勞。回到紐約籌拍後，李安開始找尋製片統籌。友人向他推薦美國獨立製片公司好機器製片公司的詹姆士·夏姆斯與泰德·霍普:71。因顧慮國際市場及增加美國角色瑪莎的真實面貌，李安請夏姆斯協助改寫劇本:115。該片的班底有華人也有美國人。劇組人員的名單由美國的製片人提供，面談後再由李安決定是否雇用:73。

### 拍攝與後期製作
好機器製片公司推估該片的拍攝期為三星期，但在李安的堅持下，夏姆斯與霍普將拍攝期改為四星期:72。在開拍前，劇組花了兩星期擺設布景和排演:116。1991年4月10日，《推手》在美國紐約市開拍:73，是中影首部在美國拍攝的電影。開拍當天，劇組擺了供桌和香，還舉行了敲鑼儀式。這面鑼之後還用在李安後續作品的開拍儀式，如《理性與感性》（1995年）和《綠巨人浩克》（2003年）等。劇組的第一場戲為瑪莎牙痛就醫的橋段，但後來刪去:47-50。《推手》的主景位在紐約北瑞佛代爾一棟灰木兩層洋房。李安要求該房子必須有極大的窗戶，以便從室外拍攝室內。由於該房子是法拍屋，沒有家具，故劇組從曼哈頓運來家具，但李安不滿意。李安從自家搬來拍攝所需的家具。這些家具後來全都在拍朱曉生砸廚房時毀損:74。屋內的一些畫作是李安向畫家好友借來的:117。片中朱老被關進看守所的橋段在紐約威斯特徹斯特郡揚克斯的一間監獄拍攝:123。餐館的橋段在殺青前三天拍攝:129。該片的拍攝作業於同年5月8日結束。在拍攝過程中，有許多留學美國的學生和華僑熱心協助劇組，中影時任總經理江奉琪在視察片場後形容這部片是「由許多碩士、博士打雜和客串之下（完成的）超級大片」。《推手》全片採同步錄音:125。
該片的預算有限，由於在美國拍片光是一天就得花上9,000美元，劇組盡可能將拍攝時程縮短。而為了在最短時間內完工，最終的成品有不少瑕疵，除了部分橋段音質不佳外，還有一幅借來當作背景的抽象畫掛反好幾天才發現，卻受限於時間和預算而無法重拍的情況。:225在拍攝作業結束後，劇組發現一幅借來拍攝該片、價值3,500元的大型油畫遭竊。李安因籌措不出賠償金而備感苦惱，所幸畫的作者是李安的友人袁宜平，袁宜平並未急著向李安要求賠償。後期製作同樣在美國紐約市進行，李安每天花上11個小時在好機器製片公司與提姆·史奎爾剪輯該片:76，並稱這是全片製作歷程中最快樂的一段時期:76。劇中原本有一段琳達與朱曉生的衝突，但後來在剪輯過程中剪掉:115。電影的配樂由徐大安與瞿小松負責。一些主要的劇組成員同意電影賺錢才領酬勞的原則，如攝影師林良忠、副導演周旭薇。李安本人也沒有領酬勞，還將先前新聞局劇本甄選的獎金也投入到該片上。

#### 攝影技巧
該片的攝影師由林良忠擔任:47-51。《推手》使用阿萊BL4攝影機加上愛克發底片拍成。林良忠認為，柯達底片拍出來的感覺過於鮮豔，與該片不搭；而愛克發底片則能拍出柔和或像粉蠟筆一般的感覺:52。李安聘請了五位紐約市電影公會的攝影助理:53-54。片中有兩個橋段使用了Steadicam牌的穩定器，一為朱曉生進監獄探望朱老，二為《推手》結局的部分。林良忠解釋道，前者為了配合劇情，才選擇使用Steadicam，較為流暢且氣魄十足；而用Steadicam拍攝後者的目的則是表達人生如夢的虛無效果。他還補充說，他在拍結局部份時輕輕搖晃了Steadicam，營造出恍惚的感覺:57。
《推手》採用的光源多為自然光源，不過林良忠表示，有些橋段為了表達情緒也用了一些打光的技巧。為了打有層次的光，林良忠使用了不同種類的彩色矯正濾光片（Color correction gel）:57。他舉例，在朱老離家和朱曉生回家的橋段他就打上冷色的光:57。林良忠還用了偏紫的藍色和偏綠的藍色，前者用在偏憤怒的場面，後者則用在偏陰森的場面:57-58。此外，因美國冬天時的太陽顏色不穩定，林良忠隨時都要打上不同的光，讓打的光與自然光源吻合:59。

## 上映與反響

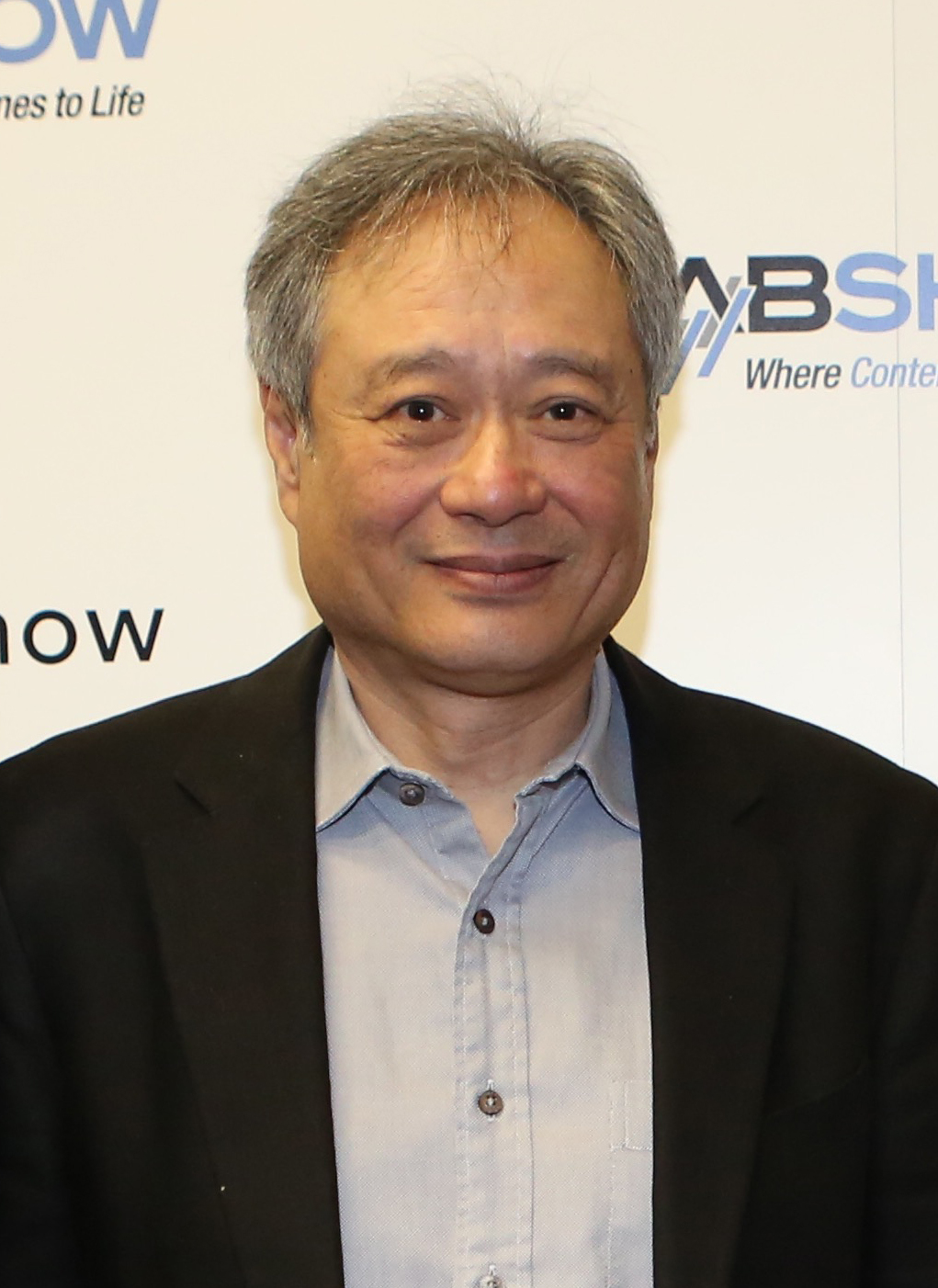
導演李安以該片入圍第28屆金馬獎最佳導演獎及最佳原著劇本獎

該片在第28屆金馬獎上入圍九項大獎，包含最佳劇情片、最佳導演（李安）、最佳男主角（郎雄）、最佳女配角（王萊）、最佳原著劇本（李安）、最佳攝影（林良忠）、最佳剪輯（李安）、最佳電影配樂（徐大安）及評審團特別獎（李安）。《推手》原先還入圍了最佳錄音，當時提報出去角逐最佳錄音的人為王志成，但後來片商中影要求更改為朱志誠。經查，朱志誠實為製片人用的化名，而片頭字幕顯示的錄音人員也是王志成，導致混亂，因而被金馬獎評審團取消角逐最佳錄音獎的資格。另一方面，王萊對評審團二度（前次為《海峽兩岸》）將她飾演的女主角改為女配角之行為頗感不滿，表示倒不如不要得這個獎。
《推手》於金馬獎頒獎當天1991年12月7日在臺灣上映，票房表現平平。在拿下最佳男主角、最佳女配角及評審團特別獎後，該片的票房成績迅速竄升:78。在票房開出紅盤後，中影認為，該片有望像第20屆金馬獎最佳影片獎得主《小畢的故事》（1983年）那般賣座。上映一週後，該片從原先的兩條院線改為一條，上映電影院數自29家減至15家；但到了12月16日，又有5家電影院再度上片。中影時任副總經理徐立功為此備感高興。12月19日，中影為該片舉辦了慶功宴，並致贈李安10萬元的獎金。截止至1991年12月31日，該片共在136個大螢幕上映。本片於1992年1月3日下檔，臺北總票房超過844萬新台幣:155。此外，《推手》還參加了三十幾個影展，包含香港電影節、第42屆柏林國際影展（於1992年2月17日在「青年導演論壇」放映）、第37屆亞太影展（代表台灣參展）、亞眠影展及休士頓影展:79等。其中，該片獲得了亞眠影展最佳新人導演獎（李安）及亞太影展最佳影片獎。
該片的劇情和郎雄與王萊的演技廣受好評，但電影整體品質的評價有好有壞:92-93。臺灣作家小野在為《中國時報》撰寫的影評中稱讚了《推手》，認為該片很感人。《聯合報》的影評認為李安的這部處女作展現出了嫻熟的技法和「誠懇的人文關懷」，受到金馬獎的肯定當之無愧。世新大學美籍教授柯瑋妮在她的書《看懂李安：第一本從西方觀點剖析李安專書》（The Cinema of Ang Lee: The Other Side of the Screen）中指出，《推手》在西方名不見經傳的原因可能是電影的品質。她解釋道，因預算不足，該片的特效段落草率，駕車場景是用連續鏡頭湊成的，且燈光和音質都不佳，給人一種粗製濫造的感覺:92-93。《紐約時報》的影評人珍妮特·馬絲琳認為黛勃·史奈德和王伯昭的演技「令人信服」，並稱讚了攝影師林良忠的技巧。《藍圖影評》的影評人大衛·布魯克（David Brook）給出了3顆星（滿分5顆），認為該片「普普通通」。

### 主題解讀
馬絲琳表示《推手》相當重視日常生活中的友善、包容與傳統價值觀，以及講述為何在當代美國的人們會無法享有平靜。柯瑋妮則指出，該片重新探討了家庭與現代性的倫理難題，並檢視全球化對傳統中華文化造成的衝擊:100。她還表示，李安的劇本適切處理了美國與中華文化養育孩子的方法之不同，以及美國與中華文化之間的文化差異:90-100。

## 家庭媒體與後續
《推手》的DVD於2004年10月15日推出。該片與李安同樣描寫父親的兩部電影《囍宴》（1993年）和《飲食男女》（1994年）合稱「父親三部曲」，《推手》為其中的第一部。馮光遠撰寫了一本介紹該片在美國的拍片歷程及美國式製片流程的書《推手：一部電影的誕生》，由遠流出版公司於1991年12月1日出版:出版資料。2013年3月，臺北展出了經過2K數位修復的《推手》、《囍宴》和《飲食男女》，並於同年7月12日收錄在DVD和藍光光碟中發行。

## 備註
1. ↑  即「最佳潛力新導演獎」[22]。
2. ↑  與《阿飛正傳》的潘迪華共享[22]。

## 外部連結
- 開眼電影網上《推手》的資料（繁體中文）
- 豆瓣电影上《推手》的資料 （简体中文）
- 时光网上《推手》的資料（简体中文）
- AllMovie上《推手》的资料（英文）
- 爛番茄上《推手》的資料（英文）
- 香港影庫上《推手》的資料（繁體中文）
- 互联网电影数据库（IMDb）上《推手》的资料（英文）